# Zagnańsk Wąskotorowy
Zagnańsk Wąskotorowy – dawna wąskotorowa towarowa stacja kolejowa w Zagnańsku, w województwie świętokrzyskim, w Polsce.